# Навроха
Навроха (тадж. Навроҳа, до марта 2022 г. – Джолболот, Жолболот) — село в сельском джамоате Саритал Лахшского района. Расстояние от села до центра района (пгт Вахдат) — 34 км, до центра джамоата (село Саритал) — 6 км. Население — 395 человек (2017 г.), таджики. Население в основном занято сельским хозяйством.

## Этимология
Слово навроҳа с таджикского означает новая дорога. Слово жолболот с киргизского означает стальная дорога.